# Hendrikus Plenter
Hendrikus Albrecht „Henk” Plenter (ur. 23 czerwca 1913 w Groningen, zm. 12 maja 1997 tamże) – holenderski piłkarz, obrońca. Uczestnik mistrzostw świata z roku 1938.
Karierę piłkarską rozpoczął w klubie Be Quick 1887 w Groningen. W 1938 został powołany do kadry narodowej Holandii na Mistrzostwa Świata 1938 we Francji. Po II wojnie światowej grywał dla Black Devils Amsterdam, a następnie został trenerem VV Leek Rodenburg.
Jedna z ulic w Groningen – Henk Plenterlaan została nazwana na jego imieniem.